# Битка код Окехазаме
Битка код Окехазаме (енгл. Battle of Okehazama), вођена 19-20. маја 1560. била је одлучујућа победа Ода Нобунаге, у то време господара провинције Овари, над Имагава Јошимотом, господаром провинција Суруга, Тотоми и Микава.

## Позадина
Победом у бици код Укиноа (1558) и освајањем замка Ивакура (почетком 1559), Ода Нобунага је најзад после 7 година борбе ујединио читаву провинцију Овари, изузев југоисточних округа Чита и Аичи, где су остале посаде клана Имагава из Суруге још од Нобунагиног пораза у бици код Акацуке (1552). Главна упоришта клана Имагава у Оварију били су замкови Наруми, на естуару реке Курозуе, и Одака, сат хода југоисточно од њега. Источно од Нарумија пружале су се брда и долине, а на западу мочваре. Желећи да избаци стране трупе из источног Оварија, Ода Нобунага је у пролеће 1560. подигао три утврђења око замка Наруми (код палате Танге 800 м северно од замка, старог храма Зеншоџи око 800 м североисточно и села Минами Накашима, око 800 м југоисточно од замка) и тврђаве Вашицу и Маруне (удаљене око 500 м) између замкова Одака и Наруми, како би одсекао њихове посаде од снабдевања из суседне провинције Микава. Микава је као и Тотоми била под влашћу Имагава Јошимота, гувернера Суруге и рођака шогуна Ашикага. У пролеће 1560. Јошимото је планирао да са војском све три провинције крене у Кјото како би подржао своје савезнике у престоници у борби за превласт над осиромашеном и слабом владом последњих шогуна, који су у том тренутку били марионете локалних великаша из породице Мијоши, и успут ослободи своје посаде у блокираним замковима у источном Оварију.  На вести о покрету главнине Јошимотових снага из Суруге јужним приобалним путем (Токаидо друм), Нобунага је ојачао посаде у пограничним утврђењима и припремио се за борбу, пустивши преко ухода гласине да се припрема да дочека непријатеља у замку Кијосу.

## Битка
Снаге клана Имагава (по хроничарима око 45.000 људи, по модерним историчарима знатно мање) марширале су из Суруге до Оварија оптерећене великим пртљагом, залихама, шаторима, слугама и пратиоцима логора. По уласку на непријатељску територију источног Оварија, огромна армија три провинције расула се на непознатом, тешко проходном мочварном и шумовитом земљишту у више одреда, међу којима је комуникација одржавана куририма.
Први задатак војске Имагава био је да деблокира своје гарнизоне у замковима Одака и Наруми: претходница војске, у којој је био и млади Мацудаира Мотојасу на челу 700 ратника, заузела је обе Нобунагине тврђаве (Маруне и Вашицу) након жестоке борбе која је трајала читаву ноћ 18/19. маја и продрла у замак Одака, где се зауставила како би одморила људе и коње.
За то време, Нобунага је у зору 19. маја примио вести о нападу на Вашицу и Наруне и са само 6 коњаника појурио из замка Кијосу до луке Ацута, где је стигао у Час Змаја (око 8 ујутро). Угледавши дим према истоку, закључио је да су оба утврђења освојена, па је са 6 коњаника и још 200 простих пешадинаца (ашигару) појурио у тврђаву Танге (800 м северно од Нарумија), а затим у утврђени логор код храма Зеншоџи (800 м североисточно од Нарумија), где се већ окупила главнина његове војске, око 2.000 бораца. Ту је сазнао да његов непријатељ Имагава Јошимото одмара своје људе и коње у подножју брда званог Окехазама.
Видећи да је Нобунага стигао у Зеншоџи, један одред његове војске (око 300 људи) је око поднева (у Час Коња) 19. маја без наређења напао Јошимотову главнину, која се кретала према замку Наруми, али је одбијен са великим губицима (погинула су оба капетана, Саса Хајато и Сеншу Суетада, са око 50 самураја). Лака победа над овим одредом, уз успешно освајање обе Нобунагине тврђаве у зору, додатно је подигла Јошимотово и онако велико самопоуздање. Верујући да је безбедан иза претходнице и не очекујући никакав напад мале Нобунагине војске за коју се веровало да је чак у Кијосу-у, одред у коме се налазио Имагава Јошимото са својим штабом (свега око 5.000 људи, са великим бројем слугу и пратилаца логора) поставио је логор 19. маја у подне у малој долини испод брда званог Оказахама, окруженој шумом и пиринчаним пољима. Охрабрен лаким победама тог јутра и сигуран због величине своје војске, Јошимото се са својим штабом без журбе разместио у логору код Окехазаме, готово без икаквих мера предострожности. Уморна од марширања, ношења залиха и борбе читаве ноћи, већина војника је одложила оружје и склонила се од врућине у шаторе и под дрвеће како би се одморила и ручала.
За разлику од војске из Суруге, која је путовала споро и расуто, оптерећена пртљагом, залихама и послугом, Нобунагина војска (око 2.000) се по речима Хронике господара Нобунаге, кретала лако и хитро као банда рабојника. Познајући добро домаћи терен и желећи да искористи умор непријатељске војске због марша и борбе у току ноћи, Нобунага је идући мало познатим стазама заобишао непријатељску претходницу и, по олуји и пљуску који су избили око 2 сата поподне (Час Овна), без оклевања напао главни Јошимотов логор. Изненађена на одмору и без заповедника, који су били на ручку у Јошимотовом шатору, већина бораца разбежала се после врло малог отпора. Јошимото је успео да окупи око себе свега око 300 ратника, са којима је покушао да се повуче на исток, у Микаву, али је сустигнут и опкољен. Јошимотови пратиоци су неколико пута потисли нападаче, међу којима је био и сам Нобунага, који је сјахао и борио се пешице. И сам Јошимото (који је на путу из Суруге ношен у позлаћеној носиљци) принуђен је да уђе у борбу: посекао је Хатори Казутаду, али га је заузврат посекао Мори Јошикацу и узео му главу. Око њега су пали сви његови пратиоци, међу којима је била већина старијих официра клана Имагава и угледнијих вазала из Суруге.
У бици је пало више од 3.000 истакнутих самураја клана Имагава, док су губици на страни клана Ода били сразмерно мали (хроничари наводе око 60 виђенијих самураја, уз бар још неколико стотина пешака у освојеним утврђењима).

## Последице
Овом победом, моћ клана Имагава је сломљена, а ранији вазали и суседи разграбили су њихове поседе. Ода Нобунага заузео је источне делове Оварија (замкови Одака и Наруми уз још 3 мања утврђења предали су се после неколико дана без борбе), а Мацудаира Мотојасу, дотадашњи вазал клана Имагава, побунио се и заузео провинцију Микава. Склопивши савез са моћним кланом Такеда из провинције Каи, Мацудаира Мотојасу је до 1570. заузео и провинцију Тотоми, док је Такеда Шинген освојио провинцију Суруга.